# Zwillingswendeltreppe

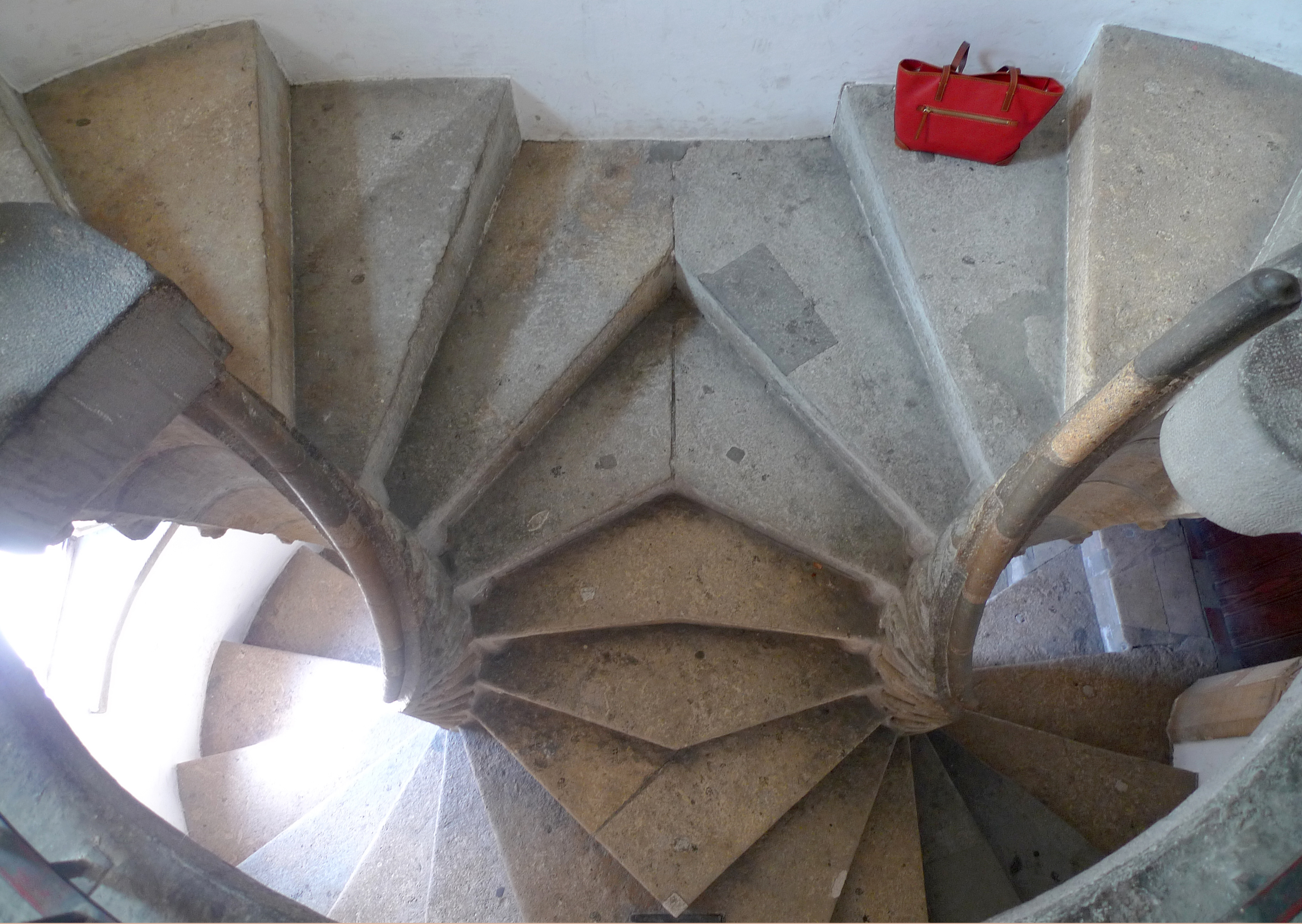
Doppelwendeltreppe Graz (2013)

Es gibt monozentrische, duozentrische und trizentrische Mehrfachwendeltreppen.
Die duozentrische Zwillingswendeltreppe bezeichnet in der Architektur eine Treppe, welche in der Gehlinie die Form einer Acht abbildet.
In der Gehlinie einer Acht trifft sich der Stiegenlauf je nach Höhe der Treppe mehrmals.
Entwickelt wurde die Bauform in den mittelalterlichen Bauhütten.